# Psicosis IV
Psycho IV: The Beginning (en español: Psicosis IV: El Comienzo) es una película para televisión estadounidense de terror lanzada en 1990. La cinta fue estrenada por primera vez el 10 de noviembre de 1990, es dirigida por Mick Garris, escrita por Joseph Stefano (guionista de la primera película) y protagonizada por Anthony Perkins, Henry Thomas, Olivia Hussey y CCH Pounder.
La película es la última en la saga original de Psicosis ya que en 1998 fue estrenado el remake homónimo de la primera cinta. Se trata de una precuela al film de Alfred Hitchcock y a su vez una secuela de Psicosis III varios años después.

## Argumento
En 1990, Norman Bates (Anthony Perkins) una vez más rehabilitado, ahora está casado con una psiquiatra llamada Connie (Donna Mitchell) y están esperando un hijo. Norman teme en secreto que su hijo herede su enfermedad mental, por lo que debe buscar acabar con su miedo de una vez por todas.
La presentadora de radio Fran Ambrose (CCH Pounder) está discutiendo el tema del matricidio con su invitado, el Dr. Richmond (Warren Frost), el ex-psicólogo de Norman. Desde su nuevo hogar, Norman llama al programa utilizando el alias "Ed" (una referencia al asesino real que inspiró Psicosis, Ed Gein), para contar su historia de forma anónima.
La narrativa de Norman se ve como una serie de flashbacks ambientados en las décadas de 1940 y 1950, algunos ligeramente fuera de orden, así mismo, dando saltos entre el pasado y el presente. Cuando Norman tenía seis años, su padre muere dejándolo sólo con su madre, Norma (Olivia Hussey). A lo largo de los años, Norma (quien se da a entender que sufre de esquizofrenia y Trastorno límite de la personalidad) domina a su hijo, enseñándole que el sexo y las mujeres son malos. En una ocasión Norman (Henry Thomas) tiene una erección mientras juega con su madre, lo que causa la furia de Norma quien lo viste con ropa femenina, lo maquilla violentamente y lo encierra en el armario durante un largo tiempo.
Los dos viven en completo aislamiento hasta que, en 1949, Norma se compromete con un engreído hombre llamado Chet Rudolph (Thomas Schuster). Tiempo después, impulsado por los celos y los continuos abusos de Chet (que la misma Norma alienta), Norman asesina a ambos sirviéndoles un té helado que había sido envenenado. Luego roba y conserva el cadáver de su madre. Desarrolla una personalidad dividida, convirtiéndose en "madre" para lidiar con la culpa de haberla matado; cada vez que esta personalidad toma el control, lleva a Norman a vestirse con la ropa de su madre, ponerse una peluca y hablar con la voz de ella, llegando incluso a entablar conversaciones entre ambos. A partir de aquí; "Madre" asesina a dos mujeres locales durante su estancia en el motel recién inaugurado, ambas intentaban seducirlo para posteriormente tener sexo con él.
En la actualidad, el Dr. Richmond se da cuenta de que "Ed" es en realidad Norman Bates y trata de hacer que Ambrose rastree las llamadas. Las preocupaciones de Richmond son desestimadas y al ser poco amistoso con "Ed", provoca diversas discusiones con Fran, que culminan con Richmond abandonando el programa. Finalmente, Norman revela quién es y le dice que Connie quedó embarazada a pesar de que él le dejó claro que no quería hijos, ya que no quiere traer al mundo a otro "monstruo", él teme que su madre regrese para tomar el control y que vuelva para matar a Connie, así que decide matarla él antes "con mis propias manos, como la primera vez".
Norman se despide de Fran y se dirige al Motel Bates, ahora abandonado, él llama a Connie para que vaya al lugar y ahí intenta matarla pero ella escapa, él la vuelve a atrapar pero ella intenta convencerlo de que su hijo no será ningún monstruo y que él tampoco lo es más. Norman logra entrar en razón, tira el cuchillo y le pide perdón a Connie quien acepta sus disculpas. Ambos salen de la casa pero Norman regresa e incendia impulsivamente la casa donde comenzó toda su infelicidad. Mientras intenta escapar de las llamas, Norman tiene visiones de Norma, Chet, Connie, sus otras víctimas y finalmente de sí mismo preservando el cadáver de su madre. Pese a todo esto, Norman apenas logra huir de la casa en llamas a través del sótano.
A la mañana siguiente, Norman y Connie dejan la casa y él exclama alegremente "soy libre", lo que indica que su madre jamás volverá a controlar su mente. Luego, las puertas de madera del sótano de la casa se cierran sobre la mecedora que continúa meciéndose, y en ese momento, "Madre" grita a Norman para que la suelte antes de que la pantalla se torne negra y se escuche el llanto de un bebé, dando a entender que el hijo de Norman Bates ha nacido.

## Reparto
- Anthony Perkins como Norman Bates (adulto)
- Henry Thomas como Norman Bates (joven)
- Olivia Hussey como Norma Bates
- CCH Pounder como Fran Ambrose
- Warren Frost como Dr. Leo Richmond
- Donna Mitchell como Connie Bates
- Thomas Schuster como Chet Rudolph
- Sharen Camille como Holly
- Bobbi Evors como Gloria
- Doreen Chalmers como Mrs. Lane
- John Landis como Mike Calvecchio
- Kurt Paul como Raymond Linette

## Producción
Psycho IV: The Beginning fue filmada en los Universal Studios de Orlando, Florida del 4 de junio al 1 de julio de 1990. La fachada del motel y la mansión de los Bates fue re-creada en el parque temático. En un principio la película sería filmada antes de que el parque abriera sus puertas en verano, sin embargo, la producción decidió filmarla después con los turistas presenciando parte de las grabaciones. Anthony Perkins buscó a Noel Black con quien trabajó en Pretty Poison para dirigir el film que él escribiría junto al coguionista de Psycho III, Charles Edward Pogue. Después de la decepción crítica y financiera que resultó la tercera película, Universal Pictures desechó la idea y decidió contratar a Mick Garris para dirigir y a Joseph Stefano, el escritor de la cinta original para escribir el guion de la cuarta. Stefano quien no había estado muy contento con las otras dos secuelas de Psicosis, decidió no tomar muchos de los elementos de aquellas cintas partiendo, más que nada del original.

### Casting
La actriz Olivia Hussey fue elegida desde un primer momento para interpretar a Norma Bates. La intención de Stefano era hacer de Norma más joven y atractiva para Norman en este film. Cuando Henry Thomas fue elegido para interpretar a la versión adolescente de Norman Bates, Perkins buscó de inmediato hablar con él para discutir sobre el personaje. Thomas declaró en el documental The Psycho Legacy: "Mirando hacia atrás, sabía que él tenía que tener esa conversación conmigo, pero no creo que estuviera realmente interesado en eso. Él sólo me dió algunos datos y me dijo que interpretará al personaje lo más realista posible, eso fue todo". Durante las producción, Perkins fue diagnosticado con VIH y recibió tratamiento durante las filmaciones. El director Mick Garris reveló en algunas entrevistas que tuvo varias diferencias creativas con Anthony Perkins. "Se involucró en largas discusiones prolongadas frente al equipo, probando a su director, asegurandose de si se hicieron o no las decisiones correctas, si se tomaron esas decisiones "porque se ve bien", y viendo cuán profunda fue la comprensión de la historia y su proceso. Fue muy contundente, poco o nada tímido en la intimidación, pero también valoró la útil dirección. Debería decir que fue el actor más difícil y desafiante con el que he trabajado, pero terminó hablando sobre lo contento que estaba con la película. Eso -agrega Garris- fue gratificante".

## Estreno
Psycho IV: The Beginning fue emitida por primera vez en el canal Showtime, la película fue estrenada como parte de una retrospectiva de la saga Psicosis, organizada por la actriz Janet Leigh.

## Recepción
La película recibió una respuesta mixta durante su primera emisión en 1990. Algunas de las críticas alaban la dirección de Mick Garris, las secuencias de flashback y la escena final en la casa, mientras que las revisiones negativas se centran principalmente en su guion flojo y algunas de las actuaciones son descritas como "pobres". A pesar de las críticas, la película recibió altos números de rating en su emisión en Showtime; Nielsen ratings reveló que el film tuvo 10 millones de espectadores en su primera emisión. 2 años después de su lanzamiento, la película fue nominada a los Saturn Award en la categoría Best Genre Television Series.
Aunque Stefano no reveló de inmediato su decisión de ignorar las dos secuelas (incluyendo al personaje de la tía de Norman, Emma Spool). El escritor y crítico de terror ficticio, Robert Price ha señalado que Psycho IV puede ser una continuación directa del original, sin hacer referencia a Psycho II o III. Norman pudo haber sido liberado desde su primer confinamiento, no desde el confinamiento que tiene lugar al final de Psycho III. El escritor de terror James Futch considera esto como un defecto, quejándose de que la película "ignora gran parte de la mitología de Psycho".

## Formato casero
Psycho IV: The Beginning fue lanzada en VHS y Lazerdisc por MCA Universal Home Video en 1991. Más tarde fue relanzado en VHS por GoodTimes Home Video bajo la licencia de Universal Home Video en 1998.
El film fue finalmente lanzado en DVD en la Region 1 como parte de un paquete triple junto a Psycho II y Psycho III el 14 de agosto de 2007 por Universal Studios Home Entertainment. Universal también lanzó para la Region 2 un paquete de cuatro títulos junto la original de 1960. Un paquete de un solo disco de la Region 2 fue lanzado en Francia bajo el título de Psychose: L'origine, en 2007 por Aventi Distribution.
En 23 de agosto de 2016, Shout! Factory, bajo el logo de Scream Factory lanzó Psycho IV: The Beginning en Blu-Ray.

## Psycho (franquicia)
- Psycho (1960), dirigida por Alfred Hitchcock.
- Psycho II (1983), secuela del primer film dirigida por Richard Franklin (no relacionada con la novela Psycho II).
- Psycho III (1986), segunda secuela del primer film, dirigida por Anthony Perkins.
- Psicosis IV (1990)
- Bates Motel (1987) película para televisión inicialmente propuesta como un piloto de TV.
- Psicosis (1998), dirigida por Gus Van Sant, remake cuadro por cuadro (shot-for-shot) del film original de 1960.
- The Psycho Legacy (2010) documental sobre la serie de películas.
- Bates Motel (2013), reboot/precuela en forma de serie de TV situado en el presente y en Oregón en lugar de California.